# جون باري (عسكري)
جون باري (بالإنجليزية: John Barry)‏ هو عسكري أيرلندي، ولد في 1 فبراير 1873 في كيلكيني في جمهورية أيرلندا، وتوفي في 8 يناير 1901 في جمهورية أفريقيا الجنوبية.